# 西ドイツ国鉄403形電車
西ドイツ国鉄403形電車（DB Baureihe 403）は、ドイツ連邦鉄道（西ドイツ国鉄、現・ドイツ鉄道）の特急形交流電車である。

## 概要
西ドイツ国鉄は、1960年代後半から1970年代初めにかけて、国際列車であったTEEに準じた国内主要都市間特急網であるインターシティ（IC：Intercity）のシステムを構築した。登場当時のインターシティはTEEと同様に機関車が客車を牽引する方式（動力集中式）、あるいは気動車による方式を採用しており、最高速度は160km/hにとどまっていた。しかしこれでは航空機による国内線旅客輸送サービスに対抗するのに十分な速達性が得られたとはいいがたく、より高速で運転可能な車両の製作、あるいは既存車両で更なる高速運転を実施しようとする試みが、1960年代末から計画・実施されるようになった。
ちょうど日本で東海道新幹線が大成功を収めていたこともあり、当時の西ドイツでもインターシティ用として将来の高速鉄道時代も見据えて最高速度200km/hでの営業運転に対応する動力分散式車両（電車方式）の開発を行うこととなった。だがドイツでは第二次世界大戦前には動力分散式高速電車の開発が行われていたものの、戦後は動力集中方式による高速車両に開発の重点を置いていたため、日本と異なり電車方式の高速車両の製作・運用の実績に乏しかった。そうした事情から、まず本格的な量産に先立って試作車を製作し電車方式の高速車両の実用性を検証することとなった。この試作車両は403形と名付けられ、1973年に4両編成3本、合計12両が製作された。
西ドイツ国鉄における電車特急は、すでに1950年代後半にフランクフルト・アム・マイン - ミュンヘン間に特急「ミュンヘナー・キンドル」号（Münchner Kindl、ミュンヘンの都市名の由来となった、黄色地にフードのある黒地の修道服を着て聖書を手に持った娘の意。戦前製のET11型電車を使用）が運転されていたことがあるが、西ドイツ国鉄として製造された初の分散動力式特急用電車は403形である。
なお、正式な形式は西ドイツ国鉄が1968年に制定したコンピュータ管理車両番号体系における電車（百の位が4は電車を示す）の3番目の形式であることを示す"403形"であるが、電車については戦前からの伝統で型式に'ET'（Elektrotriebwagen=「電車」の略）を付ける慣例があり、"ET403"とも呼ばれる。

## 車両
403形は以下の3形式よりなる。
```

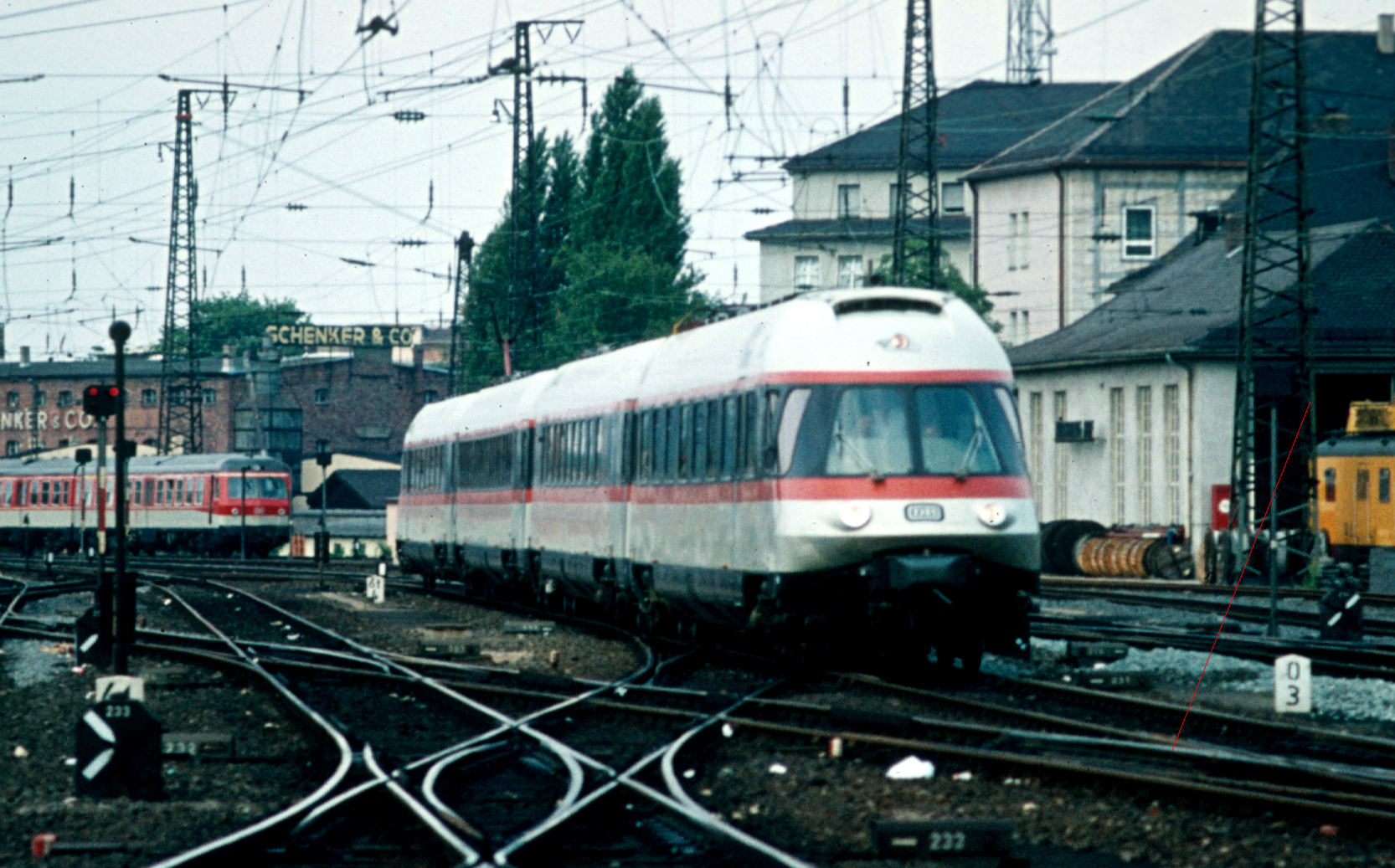
登場当時の塗装

・403.0形403 001 - 006：一等制御電動車。リンケ・ホフマン・ブッシュ(LHB)製。
・404.0形404 001 - 003：一等電動車。メッサーシュミット・べルコウ・ブロ－ム(MBB)製。
・404.1形404 101 - 103：一等食堂合造電動車。MBB製。
```

編成は403.0形2両が404.0形と404.1形各1両を挟む4両編成を基本とするが、輸送需要に応じて、中間車の1両単位での増減や編成単位での併合運転も可能に設計されている。
車体は西ドイツ国鉄で標準であった27m級の車体長とされ、アルミニウム合金押出材組み立てによるボディマウント構造を採用し、軽量化が図られている。また外観は空力を考慮してテーパーの付いた円筒面を傾斜させて組み合わせた楔形の前頭部に、後述する車体傾斜機能のために上方を内傾させた車体断面形状を組み合わせた結果、実際の傾斜角以上に鋭角的に見える、他に例のない流線型が生み出された。
高速走行を行う車両であることから窓は淡い金色を帯びた熱線吸収ガラスによる複層固定式とされ、客用扉はプラグドアとされたが、低床のプラットホームに対応する必要があったことから折り畳みステップ部まで含む背の高い扉となっており、乗務員扉は存在しない。
貫通幌は硬質ゴムを円筒状としたものを貫通路の左右と上部に取り付け、向かい合う車両間でこれらのゴム幌を押し合わせて密着させる、設計当時の西ドイツ国鉄標準品を使用する。
塗装は白をベースに窓周りを黒く塗り、その上下に赤色の細帯を施している。403.0形の運転台脇客用扉の上部には"IC"のシンボルが描かれた。
主要機器は1969年から大量生産されて実績のあるSバーン用420形のものを発展させた設計となっており、高速性と高加速性を得るため、定格出力240kWの直流整流子電動機を各台車各軸に装架する全電動車方式となっている。制御方式はサイリスタ位相制御で、ドイツ国内の交流15,000V 16 2/3Hzとフランスなどの交流25,000V 50Hzの2電源方式に対応する。ブレーキシステムは発電ブレーキを常用するため各車の屋根上には抵抗器が積載されており、これは美観を考慮し車体側板幕板部をそのまま上に伸ばして隠してある。また、前頭部の上部にはこの抵抗器群へ冷却風を導くためのエアインテイクが設けられている。これらの電装品はAEG・ブラウン・ボベリ(BBC)・シーメンスの3社が設計製作を担当した。
MAN社が開発を担当した台車は、本形式開発の枢要をなす当時最新の空気ばねボルスタレス台車で、軸距は2600㎜である。さらに曲線通過時の速度向上を図れるよう、車体傾斜方式が採用され、最大4度の傾斜を得られるようになっている。ただし実際には、パンタグラフの架線への追従性の問題から、傾斜角は2度に抑えられた。
パンタグラフは当時西ドイツ国鉄で標準的に採用されていたシングルアーム式で、403.0形の連結面寄りに各車1基ずつ搭載する。
客室設備は全車一等車であるが、制御電動車である403.0形は区分室、中間電動車である404.0形と404.1形は開放室と座席構成が異なっており、この内404.1形の半室は18席の供食設備（ビュッフェ）となっている。当時のインターシティはTEEと同様に全車一等車であり、本形式もそれに倣ったものである。

## 運用

### 試験
本形式は様々な新機軸が盛り込まれていたことから、1973年の完成後、ミュンヘンの連邦鉄道研究局において長期の試験が行われた。
この試験では空気ばねを用いた車体傾斜制御技術によって曲線通過時の最高速度が従来比30パーセント引き上げ可能であることが確認されたほか、最高速度225km/hが記録されている。
もっとも車体傾斜についてはロール軸が低い位置にあるため車酔いが発生しやすい事が判明し、実際の営業運転ではこの機能は停止された。

### インターシティ
本形式の営業運転開始は1974年（1974/1975冬ダイヤ）からで、インターシティの4号線（IC Linie 4：ブレーメン - ハノーファー - ヴュルツブルク - ニュルンベルク - ミュンヘン）に投入された。ただ、実際に運用してみると機関車牽引方式にはない数々の問題が明らかになった。
- 客車方式に比べて編成の増減が容易ではなく、運用の柔軟性に難がある
- 全車動力車であるため、整備コストがかかる

また、当時は線路改良が遅れていたため、高性能を発揮出来る余地が少なかった。西ドイツの場合は日本と異なり、機関車+客車方式がごく一般的で、動力分散方式は大都市近郊輸送やローカル線向けを除いては極めて少数だった、という背景もある。いずれにせよ西ドイツ国鉄としては、本形式は試作車12両で打ち切り量産車の製造は見送ることとして、インターシティの強化は従来の機関車+客車方式で実施することとなった。
これに追い討ちをかけるかのように、1979年夏（1979夏ダイヤ）からは、インターシティに二等車を連結することになり、全車一等車で組成される本形式は、二等車への改造などが行われることなく、同改正をもってインターシティ運用から撤退することとなった。
その後しばらくの間は、臨時列車（TEEの場合もあった）や団体列車の運用に充当されたものの、予備車として車庫に留置される期間の方が長かった。

### ルフトハンザ・エアポート・エクスプレス

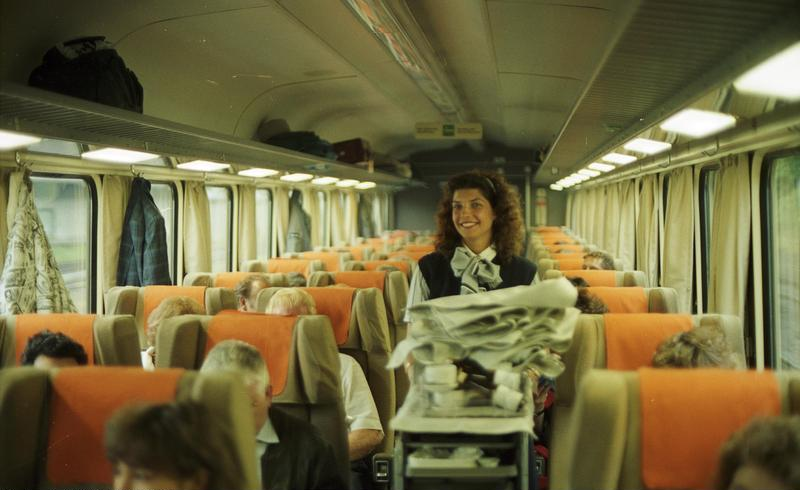
「ルフトハンザ・エアポートエクスプレス」運用時の車内。ルフトハンザの客室乗務員がサービスを行っていた。

1980年代に入り、西ドイツのフラッグ・キャリアであるルフトハンザドイツ航空（ルフトハンザ）は、過密な航空交通の緩和と採算性の悪い国内短距離便の効率化を目的に、フランクフルト空港とルール地方の間を航空便扱いで結ぶ列車「ルフトハンザ・エアポート・エクスプレス」を運転することになった。その車両として予備的存在となっていた403形に白羽の矢が立てられ、1982年3月より運用を開始した。航空便の代行となるため、乗車には列車の乗車券の代わりにルフトハンザの航空券が必要となる。
本形式については航空便と同様のサービスを提供できるよう各車の車内にまず荷物置き場が設置され、404.1形のビュフェがバーに変更されて4両編成時の定員がインターシティ時代の183名から171名に減少した。さらに機内食の車内提供開始に伴いこれに必要なギャレーが設置されて定員151名となった。
車体塗装は運行開始の時点でルフトハンザのコーポレートカラーに由来する白と黄色の塗り分けに変更されている。
ケルンでのフォトキナ開催時など、多客時には基本編成4両に中間車1両を抜いた他の編成を増結することで最大7両編成で運行された実績があり、4両から7両の範囲で乗客の多寡に応じて編成の細かな増減が行われた。
1990年代に入ると、403形はアルミ製車体の腐食の進行など老朽化が目立つようになった。少数形式で保守に手間が掛かり、費用の問題から更新工事を施工することもなく、1993年のエアポート・エクスプレスの運行終了に伴って、403形も運用を離脱した。

## 運用終了後

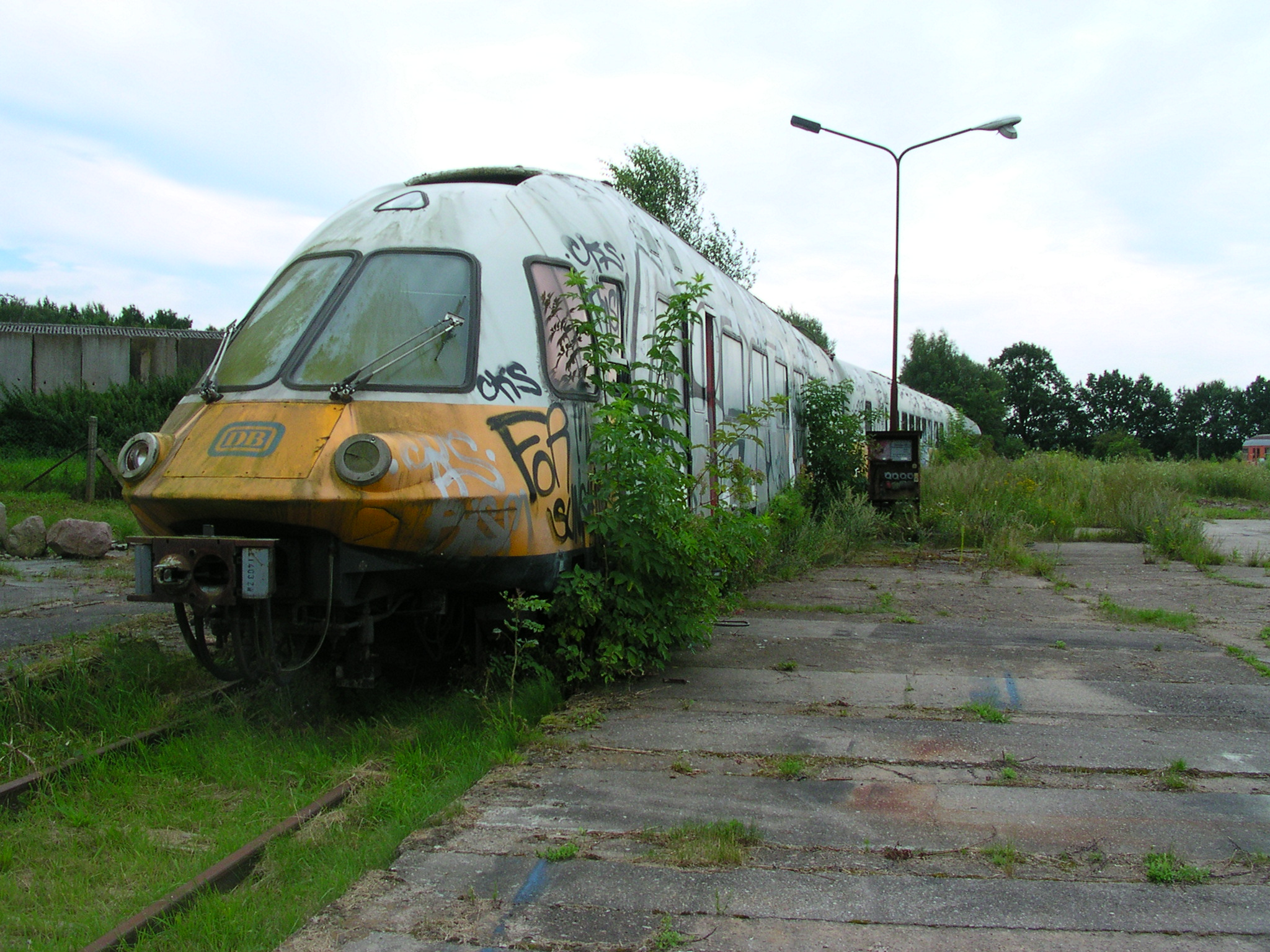
ブランデンブルク州のプトリッツ駅に留置された車両

運用を離れた403形は車庫に留置される日々が続いたが、21世紀に入り、トップナンバーである403 001をはじめ一部が保存鉄道団体に引取られた他は廃車・解体された。ただし、引き取られた車両についても2006年時点では雨曝しの状態で事実上放置され、朽ち果てている模様である。
その後、「403形」の形式番号は2000年に登場したICE 3のドイツ国内専用編成（交流15,000V、16.7Hz単電源方式）に付与されている。

## 評価
1960年代に、次世代の高速鉄道車両を目指して（日本の新幹線を意識したとも考えられる）、西ドイツ国鉄にとっては未知の領域である動力分散式車両を開発し実用化を目指したのであるが、最高速度200km/h程度では当時西ドイツで一般的であった「機関車+客車方式（動力集中式）」の常識を覆すことはできなかった。
結果的に本形式は本来の用途であるインターシティ運用においてはそのサービス内容の変更に対応できなかったこともあり、新造以来あまり積極的な運用をなされることがないまま早々と撤退することになった。むしろその後の転用による「ルフトハンザ・エアポートエクスプレス」時代の10年間こそが、その運行形態の斬新さもあり、多くの人々に本形式についての強烈な印象を残す結果となった。
西ドイツ国鉄にとって、本形式による動力分散式の高速電車の開発は事実上の失敗に終わった。後のICEも、第二世代にあたるICE 2までは編成の両端あるいは一端に動力車（機関車）を配した動力集中式固定編成で製造された。ドイツで本格的な動力分散式の高速電車が復活するのは1990年代後半、新たに建設されることになったケルン-ライン＝マイン高速線（2002年開業）の建設費削減を意図して同線で最大勾配の拡大や曲率半径の縮小が実施されたことから動力集中式での高速車両の走行が困難となったために設計・製造された、最高速度300km/h以上の運転に対応するICE 3や車体傾斜式のICE Tの登場を待つこととなる。